# Nathalie Kelley

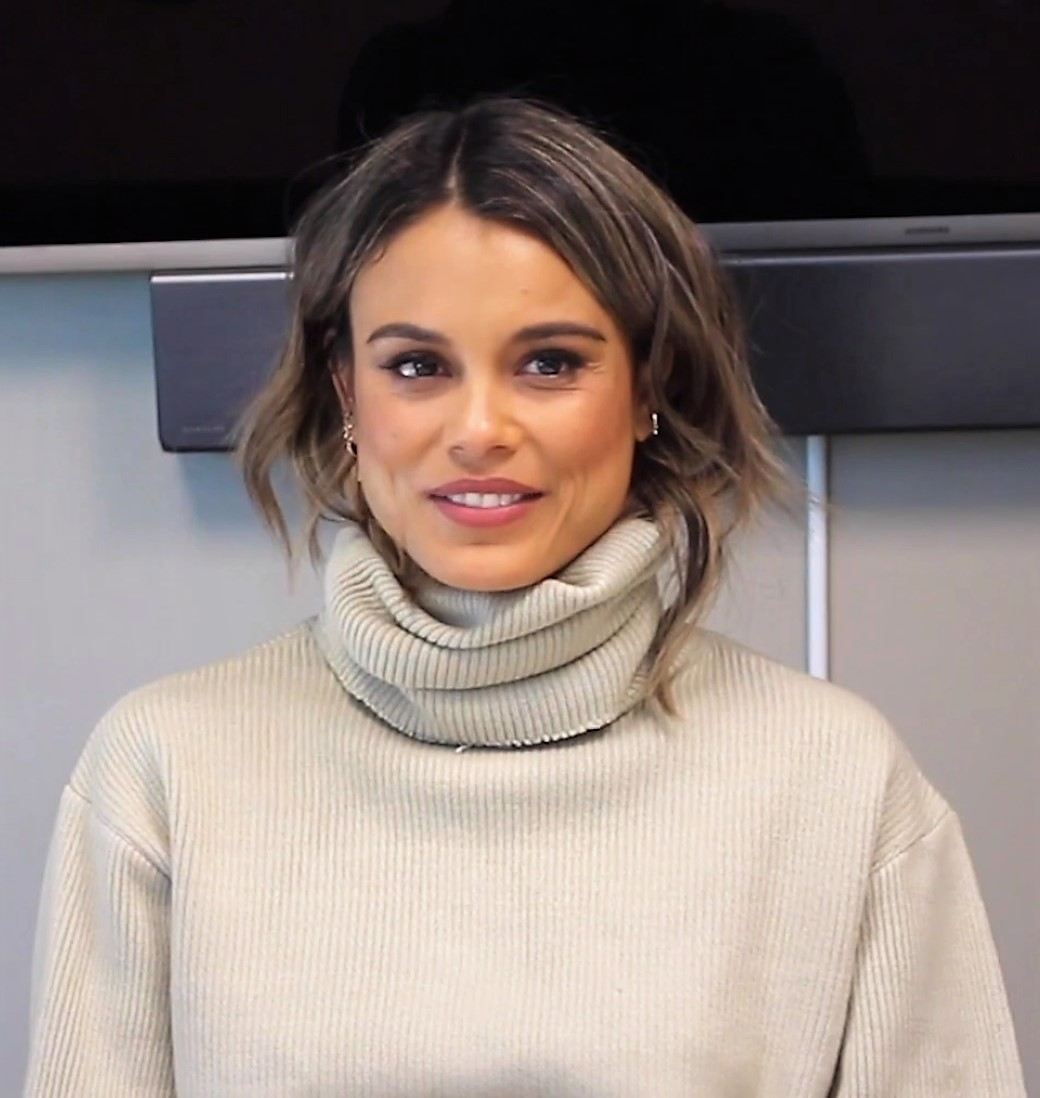
Nathalie Kelley, 2020

Nathalie Kelley (* 3. Oktober 1985 in Lima, Peru) ist eine australische Schauspielerin.

## Anfänge
Nathalie Kelleys wurde als Tochter einer Peruanerin und eines Argentiniers in der peruanischen Hauptstadt Lima geboren. Als sie zwei Jahre alt war, ließen sich ihre Eltern scheiden und sie zog mit ihrer Mutter von Lima nach Sydney in Australien. Im Alter von sechzehn Jahren lernte Kelley Salsa tanzen, um ihre Ausbildung an der North Sydney Girls High School zu finanzieren, die einst auch Nicole Kidman besucht hatte. 2002 machte sie ihren Abschluss.
Durch ihre Teilnahme an der „Miss Latin America Competition“ konnte sie sich ihren Lebensunterhalt während ihres einjährigen Aufenthalts in Brasilien bestreiten. Kelley studierte Politikwissenschaft und Internationale Beziehungen an der University of New South Wales und leistete Freiwilligenarbeit für jugendliche Aborigines. Sie brach ihr Studium im dritten Jahr ab und zog nach Los Angeles, um Schauspielerin zu werden.

## Karriere
Ihr erstes Filmprojekt war 2005 die Fernsehproduktion Mermaid von Aaron Spelling, ein Pilotfilm, der es nicht bis in die Serie schaffte. Nathalie Kelley spielte darin die Hauptrolle der Nikkie. Mit der Verkörperung der Neela in The Fast and the Furious: Tokyo Drift konnte sich Kelley 2006 ihre erste Filmrolle sichern.
2007 spielte sie als April an der Seite von Jesse Metcalfe in Loaded mit. Außerdem unterzeichnete Kelley diverse Werbeverträge. So war sie unter anderem das Gesicht von Schick Quattro. 2010 spielte sie im Musikvideo zu Just the Way You Are von Bruno Mars mit. Von 2011 bis 2012 spielte sie eine Nebenrolle als Dani (Fahrerin des Transportwagens der Rechtsmedizin) in der US-Fernsehserie Body of Proof. 2015 war sie Teil der Hauptbesetzung der Dramaserie UnREAL. Von 2016 bis 2017 spielte sie eine Nebenrolle in der letzten Staffel von Vampire Diaries.
Von Oktober 2017 bis Mai 2018 spielte sie als Cristal Flores Carrington eine Hauptrolle in der The-CW-Fernsehserie Der Denver-Clan, einer Neuauflage der gleichnamigen Fernsehserie aus den 1980er-Jahren. Ende Juni 2018 wurde bekannt, dass Kelley nicht für die zweite Staffel zurückkehren wird.

## Persönliches
Am 29. April 2018 heiratete sie Jordan „Jordy“ Burrows. Im Juni 2020 gaben sie ihre Trennung bekannt.

## Filmografie
- 2006: The Fast and the Furious: Tokyo Drift
- 2008: Loaded
- 2010: Lone Star (Fernsehserie, Folge 1x06)
- 2011: Urban Explorer
- 2011: Take Me Home Tonight
- 2011: CSI: Den Tätern auf der Spur (CSI: Crime Scene Investigation, Fernsehserie, Folge 11x18)
- 2011: Losing Sam (Kurzfilm)
- 2011–2012: Body of Proof (Fernsehserie, 10 Folgen)
- 2012: The Man Who Shook the Hand of Vicente Fernandez
- 2014: Infiltrators
- 2015: UnREAL (Fernsehserie, 8 Folgen)
- 2016: Mistresses (Fernsehserie, Folge 4x08)
- 2016–2017: Vampire Diaries (The Vampire Diaries, Fernsehserie, 11 Folgen)
- 2017–2018: Der Denver-Clan (Dynasty, Fernsehserie, 22 Folgen)
- 2018: In Like Flynn
- 2020: The Baker and the Beauty (Fernsehserie, 9 Folgen)
- 2021: To Catch a Spy (Fernsehfilm)
- 2025: Motorheads (Fernsehserie, 10 Folgen)